# Henri Pétin
Pour les articles homonymes, voir Pétin.
Henri Pétin est un homme politique français né le 16 avril 1870 à Paris et décédé le 20 janvier 1911 à La Seyne-sur-Mer (Var).

## Biographie
Auteur de théâtre et de chansons sous le pseudonyme d'Henri de Mamers, il est aussi à la tête d'une maison de commerce en métaux à La Seyne-sur-Mer et se lance dans la construction navale. Maire de La Seyne-sur-Mer de 1904 à 1911, conseiller général, il est député du Var de 1909 à 1910, siégeant au groupe radical-socialiste. 